# Пришибское сельское поселение
Пришибское сельское поселение — сельское поселение в Азовском немецком национальном районе Омской области.
Административный центр — село Пришиб.
Администрация Пришибского сельского поселения — исполнительно — распорядительный орган муниципального образования, уполномоченный на решение вопросов местного значения и осуществление отдельных государственных полномочий, переданных органами местного самоуправления, федеральными законами и законами Омской области.
Местонахождение: 646883, Омская область, Азовский ННМР, с. Пришиб, ул. центральная, 40.

## География
Территория Пришибского сельского поселения определена границами, которые установлены Законом Омской области от 30 июля 2004 года № 548-ОЗ «О границах и статусе муниципальных образований Омской области».
Пришиб расположен в 70 километрах южнее Омска и 41 км к югу от районного центра села Азово. Близ села проходит автодорога Р393 (Омск — Одесское — граница с Казахстаном (на Кокчетов))

## История
В начале 1920-х годов был образован Пришибский сельский совет Одесского района.
На 1926 год в состав сельского совета входили:
- деревня Пришиб;
- деревня Сереброполье;
- хутор Хутор № 1;
- хутор Хутор № 2;
- хутор Хутор № 3.

В 1929 году сельский совет переводится из Одесского в Павлоградский район.
В 1931 году сельский совет переводится из Павлоградского в Новоомский район. К сельскому совету присоединяется Самородинский сельский совет.
В 1933 году сельский совет переводится из Новоомского в Борисовский (Щербакульский) район.
В 1935 году сельский совет переводится из Щербакульского в Азовский район.
В 1962 году сельский совет переводится из Азовского в Таврический район.
В 1965 году сельский совет переводится из Таврического в Одесский район.
В 1992 году сельский совет переводится из Одесского в образованный Азовский немецкий национальный район и преобразовывается в сельскую администрацию.
В начале 2000-х годов сельская администрация преобразована в сельский округ.

## Население
| 2010  | 2011  | 2012  | 2013  | 2014  | 2015  | 2016  |
| ----- | ----- | ----- | ----- | ----- | ----- | ----- |
| 1755  | ↗1757 | ↘1699 | ↘1692 | ↗1696 | ↗1740 | ↗1763 |
| 2017  | 2018  | 2019  | 2020  | 2021  | 2023  |       |
| ↗1789 | ↘1763 | ↘1720 | ↘1718 | ↘1599 | ↗1611 |       |

## Состав сельского поселения
| № | Населённый пункт | Тип населённого пункта       | Население |
| - | ---------------- | ---------------------------- | --------- |
| 1 | Куду́к-Чили́к      | деревня                      | ↘333      |
| 2 | Кутумбет         | аул                          | ↘18       |
| 3 | Приши́б           | село, административный центр | ↘657      |
| 4 | Сереброполье     | деревня                      | ↘591      |